# Paris-Sens
Paris-Sens est une ancienne course cycliste française, organisée entre la Capitale et la ville de Sens située dans le département de l'Yonne en Bourgogne-Franche-Comté,.

## Palmarès
| Année    | Vainqueur           | Deuxième         | Troisième           |
| -------- | ------------------- | ---------------- | ------------------- |
| 1908     | Marcel Baumler      |                  |                     |
| 1909     | Jean Moncorgé       | Pierre Vugé      | Émile Engel         |
| 1910 (1) | Marcel Baumler      | Léon Parisot     | Émile Engel         |
| 1910 (2) | Cherans             | Couderc          | Bors                |
| 1911     | Cheron              | Pequigney        | Gros                |
| 1912     | Frank Henry         | Eugène Philippe  | Jean Barnet         |
| 1913     | Jean Barnet         | Marcel Godard    |                     |
| 1926     | Jean Petitpas       | J. Guillot       | N. Tanne            |
| 1927     | Lafranchini         | Hamond           | Courtehoux          |
| 1928     | Albert Gabard       | Pierre Gueroult  | Perrot              |
| 1929     | Roger Leconte       | Durin            | Jean Noret          |
| 1930     | Léon Le Calvez      | Jean Noret       | Bonneau             |
| 1931     | Robert Rigaux       | Caborderie       |                     |
| 1932     | Pierre Gallien      | R. Roux          | Amédée Zanotti      |
| 1933     | Marcel Belleville   | Vincent Salazard | Francesco Signorini |
| 1934     | Teral               |                  |                     |
| 1935     | Robert Thomas       | A. Arnoult       | Maurice Camel       |
| 1936     | Raymond Lemarié     |                  |                     |
| 1937     | Elia Frosio         | Legendre         | René Dassé          |
| 1938     | Roger Bailleux      | Charles Notaret  | Ragot               |
| 1939     | Georges Guillier    | Émile Idée       | Lionel Talle        |
| 1946     | François Plouhinec  | Henri Defraire   | Charles Coste       |
| 1947     | Roger Lejeune       | Jean Rey         | Jean Gavron         |
| 1949     | Pierre Lagrange     | Manilo Cerutti   | Gilbert Leroux      |
| 1951     | Roland Bezamat      | Michel Bauchet   | Marcel Leprévost    |
| 1952     | Willy Fiore         | Flant            | Guy Richet          |
| 1970     | Jean-Claude Blocher | Gérard Caillette | Gérard Godier       |